# 性倒错
1860年代，德国律师卡尔·亨利希·乌尔利克斯的一个系列小册子，在那些册子里他发表的首例同性相吸引的案例，该案例写的是一位妇女被其姐姐的海外学校女学生吸引。这引起德国教授Karl Westphal的注意。1896年，Karl Westphal 在当时一本知名的德国医学杂志上介绍了这种狀況，他称之为性倒错（Contrary Sexual Feeling）。

## 內容
根据Westphal的观点，男性性倒错者（invert）表现出明显的柔性气质（effeminacy）并且且对同性有性的欲望。同样的，女性性倒错者的行为似男性（tomboy），对男性没有性的渴望而更喜欢其他女性。Westphal以及他的理论继承人象理查德·冯·克拉夫特-埃宾都认为性倒错是一种精神疾病，并且也是因为他们的描述，让大众普遍认为男同性恋极为女性化而且极其脆弱（feminine and delicate）。
在精神病学上，性倒错的英文是“sexual inversion”，是从德文翻译成英文的。这一翻译当时就被认为是不严谨的，因为这个词是侧重男同性女性化这一论断的，而大部分的学者不认为男同性恋肯定是女性化的，但这个词还是在学界广泛的使用起来。
20世纪初的时候，由于同性恋“homosexual”这个词被广泛接受，性倒错逐渐的在学界消失。在20世纪70年代以前，美国精神病学界一直把同性恋当成一种精神疾病，归入精神性病患。随着对同性恋的认识的更加理性化和科学化，DSM-IV和ICD-10分别明确的将同性恋从精神疾病诊断中删去。